# Barnevelder
Barnevelder er en tung hønserace, som stammer fra byen Barneveld i provinsen Gelderland i Holland. 
Barnevelder er blandt andet fremavlet af Rhode Island Red (R.I.R.), Wyandotter og flere store asiatiske kamphøns. Den blev fremavlet i begyndelsen af 1900-tallet for at lægge ekstremt brune æg, og det blev det. Den er en god æglægger, men den har ingen udpræget rugelyst. Æggene har tyk skal, og det gør at kyllingerne har vanskeligt ved at komme ud. Racen kan være kamplysten, og trives derfor ikke under små forhold. De er gode til at lede efter mad, nemme at fodre op, og de vokser forholdsvis hurtigt. Af og til kan den være lang tid om at få fjer. De begynder at lægge æg, når de er omkring 6-7 måneder gamle. Den er hårdfør og modstandsdygtig mod kulde.
Dværgvarianten stammer også fra Holland. Æggene er mørkebrune med brune pletter, og de vejer ca. 60 gram for store, og 40 gram for dværge. Hanen vejer 3,5 kg, og hønen vejer 2,5 kg. For dværge vejer hanen 1,1 kg og hønen 1 kg.

## Farvevariationer
- Hvid
- Sort
- Dobbeltrandet
- Sort dobbeltrandet
- Blå dobbeltrandet
- Mørkebrun
- Legbarfarvet